# کویزلت
کویزلت (انگلیسی: Quizlet) یک ابزار یادگیری برخط است که توسط اندرو سادرلند ساخته شده است. ایده آن در اکتبر ۲۰۰۵ شکل گرفت و به صورت عمومی در ژانویه ۲۰۰۷ منتشر شد. کویزلت دانش آموزان را با فلش کارت‌ها، بازی‌ها و آزمون‌های متنوع تعلیم می‌دهد.